# Méthode des chambres et piliers

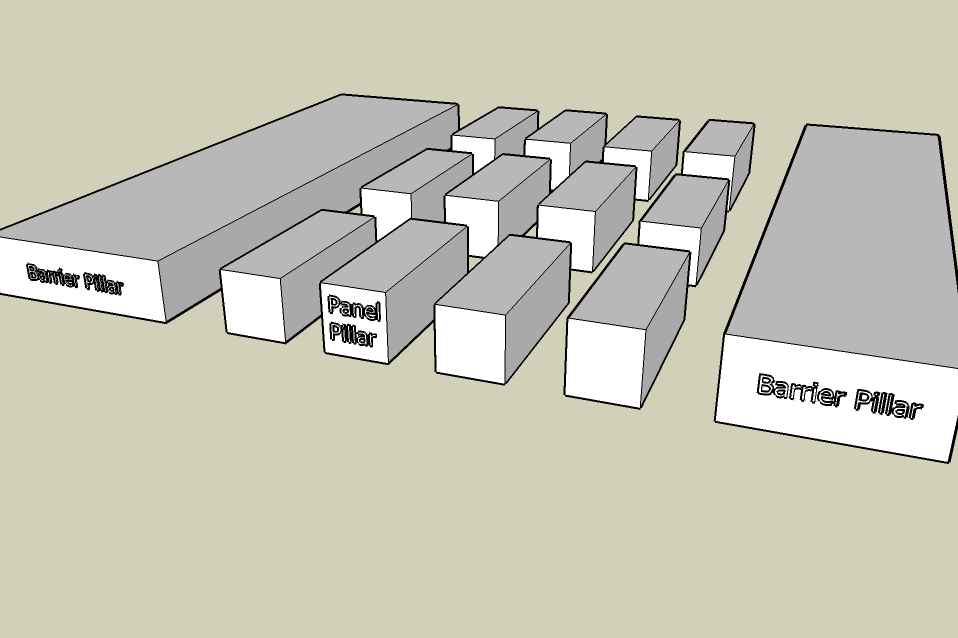
Exemple de gisement plat excavé selon la méthode des chambres et piliers.

La méthode des chambres et piliers est utilisé dans l'exploitation des mines où les gisements sont relativement plats et étroits. Ceux-ci sont creusés de façon à former en alternance des chambres vides et des piliers, lesquels servent à soutenir le toit. Selon la structure de la mine, les piliers pourront être récupérés plus tard ou abandonnés. C'est l'une des principales méthodes utilisées dans les mines de charbon.